# Karl Ross (Architekt)
Karl Eduard Franz Hubert Ross (auch: Karl Roß und Karl Hubert Roß; * 28. Januar 1867 in Aachen; † 21. Februar 1944 in Berlin) war ein deutscher Architekt.

## Leben

1898 erbautes „Wohnhaus Emilienstraße 10“ in Hannover;
Blätter für Architektur und Kunsthandwerk, Foto: Georg Alpers

Karl Ross studierte von 1884 bis 1886 unter der Matrikel Nummer 8044 Architektur in Hannover an der dortigen Technischen Hochschule als Schüler von Conrad Wilhelm Hase und anderen.
Ross arbeitete bis 1938 in Hannover, wo er mehrere zum Teil denkmalgeschützte Bauwerke hinterließ.
1938 siedelte Karl Ross nach Berlin über in die Olympische Straße 16 im Stadtteil Charlottenburg.

## Werke (Auswahl)

### Bauten
in Hannover:
- 1903: Stadtfriedhof Engesohde: Grabmal für Ferdinand Peretz, erhalten[3]
- 1908: Eichendorffstraße 5: Wohnhaus für Karl Ross; die Reihenvilla ist bis heute unter derselben Adresse erhalten und wurde 1913 an den Bankier[3] und Geheimen Finanzrat Julius Rothschild verkauft[1]
- 1909: Rudolf-von-Bennigsenstraße, nicht ausgeführter Wettbewerbsentwurf für die Bebauung des dort geplanten Projektes[3]
- um 1911:
  - Adenauerallee 10 (ehemals Am Zoologischen Garten 4); Villa für den Opernsänger Anton Hummelsheim, in Teilen erhalten[3]
  - Zeppelinstraße 3, Villa für Heinrich Grotehöver, nicht erhalten[3]
- um 1912: Walderseestraße 22 (ehemals Hausnummer 19); Villa für Professor Hommel, die sich gut erhalten hat[3]

### Schriften
- Karl Hubert Ross (Hrsg.): Malerische Monumental-Architektur und volkstümliche Kunst aus Hannover und Braunschweig, mit 12 Textseiten und 339 Abbildungen auf 112 Tafeln, Eszlingen: Neff, 1913; Inhaltsverzeichnis